# 5도의 악몽
5도의 악몽은 환경부가 발표한 경고문이다.

## 단계

### 1도
- 물 부족 약 5,000만명
- 매년 약 30만명 기후질병으로 사망
- 생물들 중 10퍼센트 멸종위기

### 2도
- 생물들 중 30퍼센트 멸종위기
- 6,000만명 말라리아 감염 노출
- 약 5억명 굶주림

### 3도
- 생물들 중 50퍼센트 멸종위기
- 영양실조로 300만명 사망
- 물 부족 약 10억~40억명

### 4도
- 유럽 여름 50도까지 상승
- 북극곰 멸종
- 이탈리아, 터키, 스페인, 그리스의 사막화

### 5도
- 뉴욕시티와 런던의 침수로 지도에서 사라짐
- 빙하가 사라짐